# Manuel Merino
Manuel Arturo Merino de Lama (Tumbes, 20 de agosto de 1961) es un empresario agricultor y político peruano. Fue presidente del Perú por sucesión constitucional, al ser presidente del Congreso, del 10 al 15 de noviembre de 2020 tras la vacancia de Martín Vizcarra por presuntos actos de corrupción. Su periodo presidencial culminó con su renuncia en medio de protestas en su contra tras la muerte de dos jóvenes en dichas marchas.
Nacido en Tumbes, se desempeñó en actividades agrícolas y fue dirigente de diversas organizaciones del mismo rubro. Inició su carrera política en 1979, siendo parte de las juventudes de Acción Popular. En el año 2001, fue elegido congresista para el periodo 2001-2006, luego fue congresista para el periodo 2011-2016 y el periodo 2020-2021. En marzo de 2020, fue elegido como presidente del Congreso. Tras la vacancia de Martín Vizcarra, asumió el cargo de presidente de la República. Durante su gestión presidencial, se ratificó mediante Decreto Supremo la celebración de elecciones para el año 2021 y se facultó el retiro de las AFP para los ciudadanos, paralelamente, acaecieron protestas a nivel nacional en su contra que motivaron su renuncia a días de asumido el cargo. Posteriormente, publicó el libro El verdadero golpe.

## Biografía
Nació el 20 de agosto de 1961 en la ciudad de Tumbes. Hijo de Pedro Merino Hidalgo y Elba de Lama Barreto.
En 1985 se casó con Mary Jacqueline Peña Carruitero, profesora de educación inicial. El matrimonio tiene tres hijas, Elba Jacqueline, Sandra Lisbeth y María Teresa.
Realizó sus estudios primarios en el colegio Santa María de la Frontera, de 1969 a 1973, terminó sus estudios secundarios en el centro educativo Inmaculada Concepción (1974-1978), ambos de la ciudad de Tumbes. En 1979 ingresó a la Universidad Nacional de Piura, filial Tumbes (Facultad de Agronomía). Desde entonces empezó a alternar sus estudios con la producción de la tierra.
En 1979, se inició su relación con el partido político Acción Popular, integrando el comando de juventudes de la agrupación. Para luego inscribirse oficialmente como militante activo del partido. En el año 2000, presidió el Frente de Unidad Nacional, integrado por partidos y movimientos políticos. Es elegido por las bases de Acción Popular para participar en las elecciones generales del 8 de abril de 2001 como candidato al Congreso de la República. Los resultados lo ubicaron en el primer lugar; iniciando así su participación en la política nacional.

## Carrera agrónoma
En 1983 se inició como productor y comerciante agrícola de arroz, soya, frijol y plátano, paralelamente se dedicó a la crianza de ganado vacuno, desempeñándose como miembro del Fondo Ganadero de Tumbes (FONGAN), presidente de Comercialización de la Asociación de Productores de Plátano, presidente de la Asociación de Comerciantes de Plátanos y Frutas en General, integrante del Comité de Defensa del Agro Tumbesino, representante de los Productores Agrarios de Tumbes, presidente del Comité Electoral de la Comisión de Regantes de la Margen Izquierda del Río Tumbes y presidente de la Comisión Permanente de la Deuda Agraria de Tumbes.
En diciembre del 2000 coordinó directamente junto a las diferentes organizaciones agrarias del departamento, para conseguir la condonación de las deudas contraídas con el Estado y la refinanciación de las mismas con los entes financieros privados.

## Carrera política
Merino inicia su carrera política en las elecciones generales del 2000, donde postuló al Congreso por Somos Perú. Sin embargo, no resultó elegido.

### Congresista (2001-2006)
En las elecciones generales del 2001, fue elegido Congresista en representación de Tumbes por Acción Popular, con 9,730 votos preferenciales, para el periodo parlamentario 2001-2006.
Como parte de las investigaciones al régimen fujimorista, Merino fue parte de la comisión que investigó el Proyecto Pasto Grande junto a Manuel Olaechea y Alejandro Oré. En los labores de dicha comisión viajó a Moquegua e Ilo para visitar la obra investigada. Para el año 2003, la comisión emitió un informe final en donde encontró responsabilidad civil, administrativa y penal a diversos funcionarios relacionados a la obra, entre ellos Martín Vizcarra.
Además, Merino se destacó presidiendo la Comisión de Defensa del Consumidor en el periodo anual de sesiones 2003-2004  y, junto a Luis Iberico, Manuel Olaechea García y Wilmer Rengifo, propuso un proyecto de ley que se convirtió en la Ley N° 27908, Ley de Rondas Campesinas.
Para las elecciones generales del 2006, intentó su reelección al Congreso por el Frente de Centro sin éxito.

### Congresista (2011-2016)

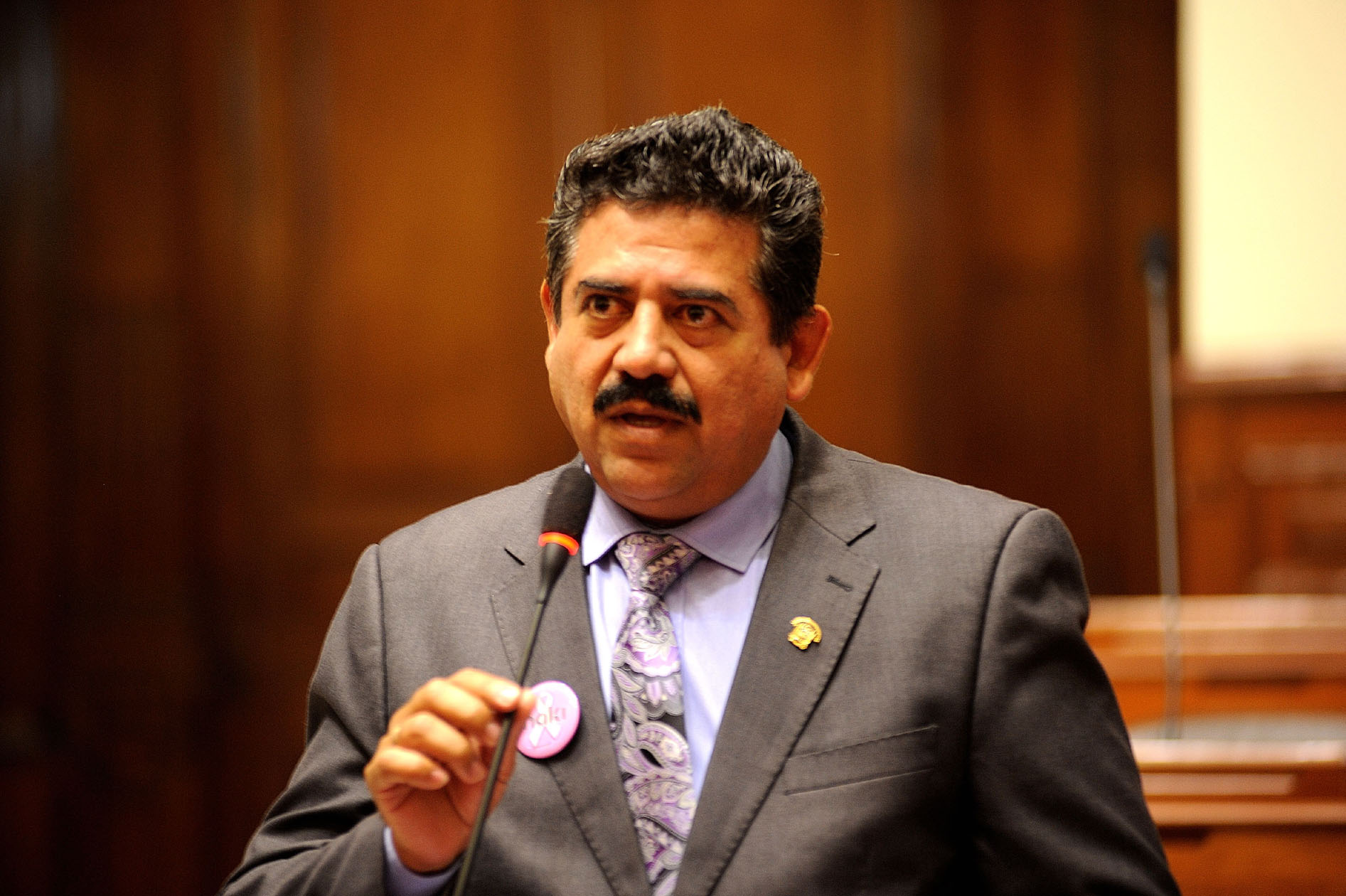
Merino en el Congreso, mayo de 2012.

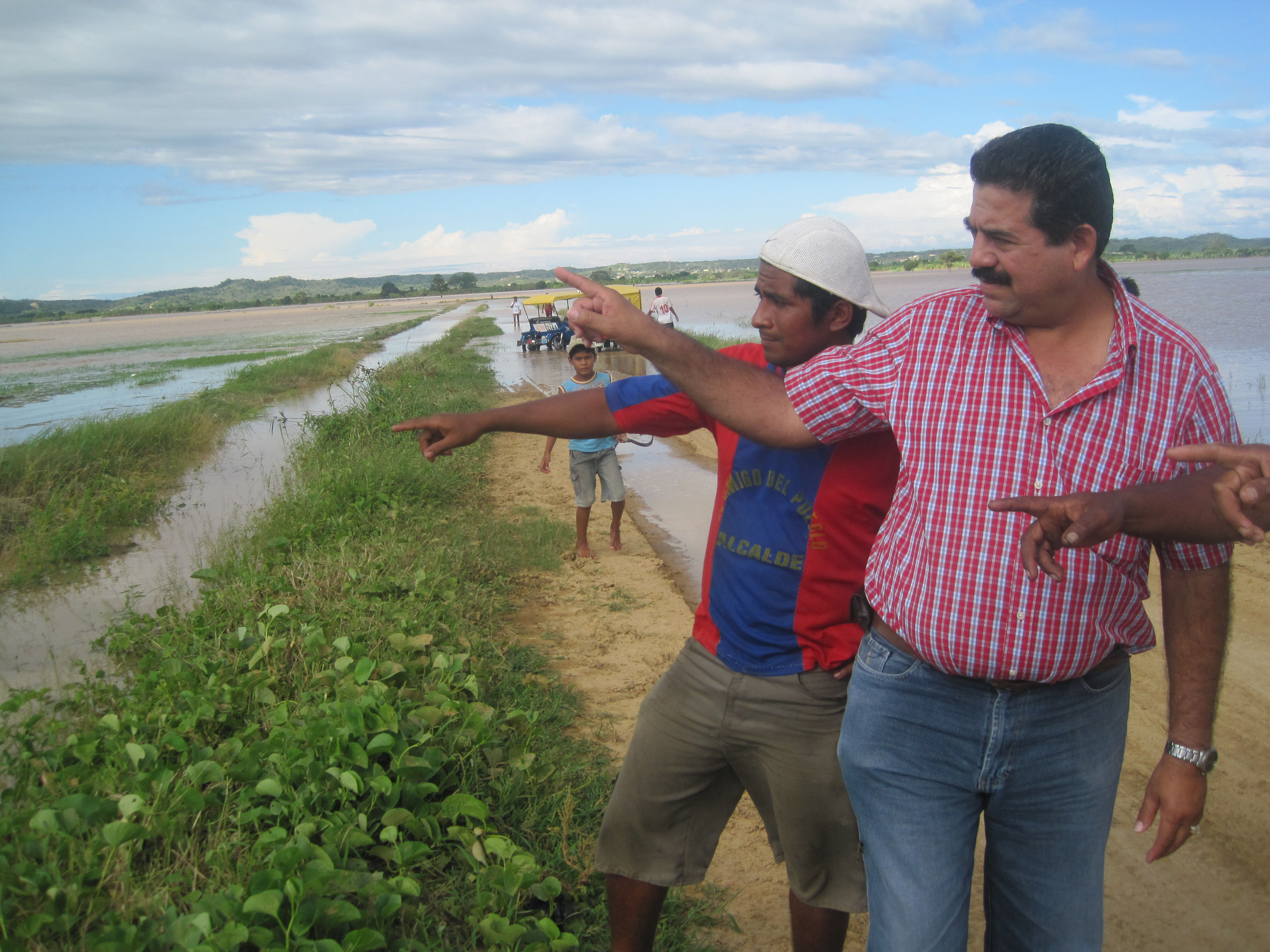
Merino entonces primer vicepresidente del Congreso, marzo del 2012 visitando zonas afectadas en San Jacinto.

Luego de participar sin éxito en las elecciones regionales del 2010 como candidato de Acción Popular a la presidencia del Gobierno Regional de Tumbes, en las elecciones generales del 2011, fue elegido por segunda vez Congresista en representación de Tumbes por la Alianza Electoral Perú Posible (alianza donde integraba Acción Popular), con 9,474 votos preferenciales, para el periodo parlamentario 2011-2016.
Durante su periodo legislativo, fue 1.er Vicepresidente del Congreso de la República, en la mesa directiva presidida por Daniel Abugattás (2011-2012). Asimismo, fue Presidente de la Comisión de Vivienda (2012-2013). Fue también vocero alterno del bancada de Acción Popular-Frente Amplio y vicepresidente del Parlamento Amazónico para el periodo 2011-2013.
Para las elecciones generales del 2016, intentó nuevamente su reelección por Acción Popular, sin embargo, no resultó elegido.

### Congresista (2020-2021)
En las elecciones extraordinarias de 2020, fue nuevamente elegido Congresista en representación de Tumbes por Acción Popular, con 5,271 votos preferenciales, para el periodo complementario 2020-2021.

### Presidente del Congreso

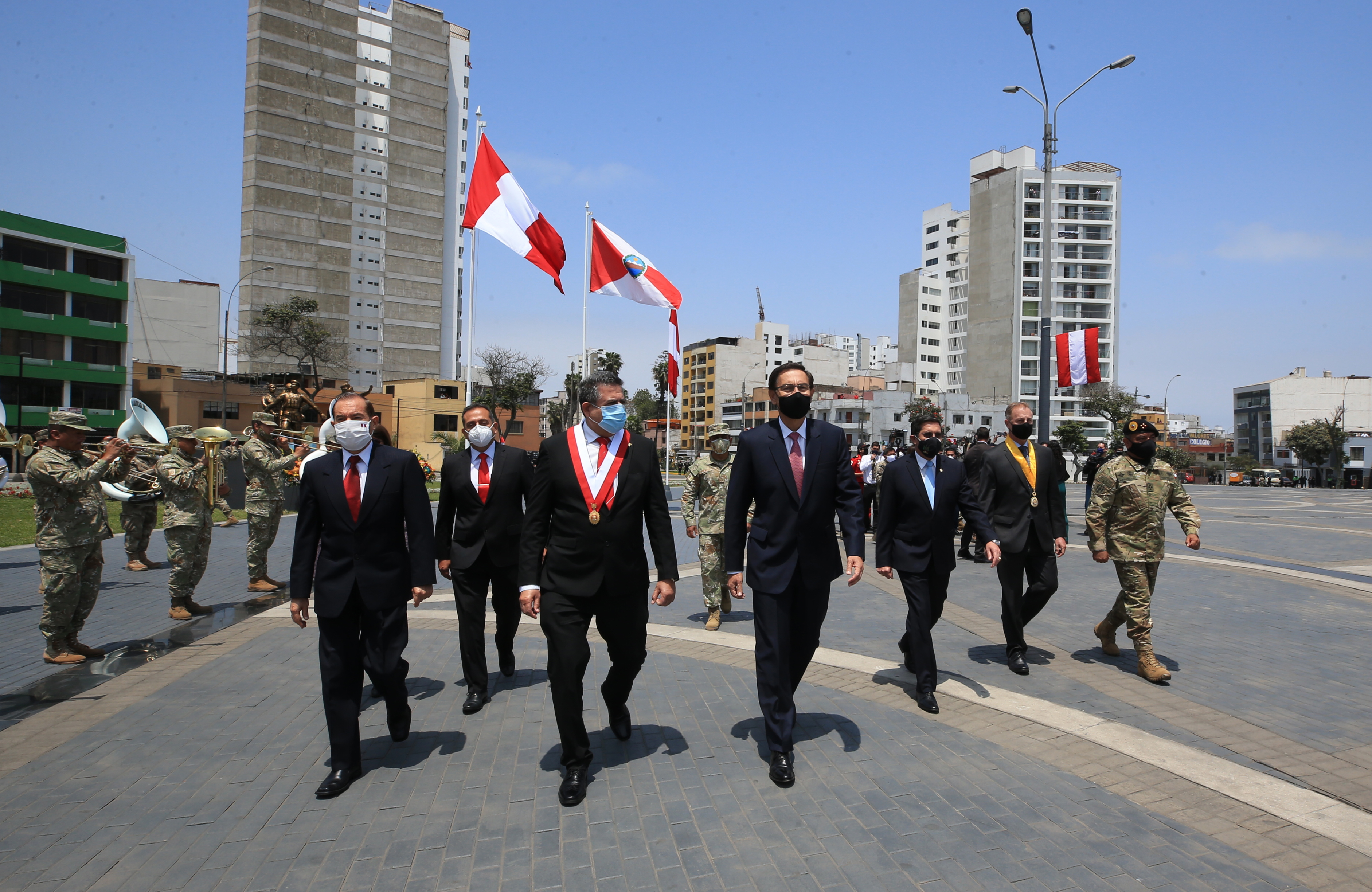
Merino y Vizcarra en septiembre de 2020.

El 16 de marzo del 2020, al instalarse el pleno, Merino fue elegido Presidente del Congreso de la República con 93 votos a favor frente a Rocío Silva Santisteban, quien solo obtuvo un total de 14 votos.

#### Primer proceso de vacancia presidencial a Martín Vizcarra
El 11 de septiembre de 2020, el Congreso de la República inició el primer proceso de vacancia contra el expresidente de la República, Martín Vizcarra por presunta «permanente incapacidad moral». El determinante para que la moción sea presentada fue que alcanzara el número de adhesiones necesarias (26 congresistas), lo cual se logró horas más tarde. Días después el portal IDL-Reporteros reveló que mientras este proceso se llevaba a cabo, Merino trató de comunicarse con el jefe del Comando Conjunto de las Fuerzas Armadas del Perú, César Astudillo lo que no pudo, y si lo hizo con el comandante de la Marina de Guerra, Fernando Cerdán, con la finalidad de "darles tranquilidad".
Horas más tarde del 11 de septiembre, el Parlamento votó la admisión de la moción de vacancia siendo aprobada con 65 votos a favor, 36 en contra y 24 abstenciones. Seguidamente, se citó a Vizcarra al hemiciclo del Congreso para que ejerza su derecho de defensa. El 18 de septiembre, tras una larga sesión, el pleno votó la moción de vacancia luego de escuchar al mandatario y a su abogado, la cual fue rechazada por 78 votos en contra, 32 a favor y 15 abstenciones.

#### Segundo proceso de vacancia presidencial a Martín Vizcarra
El 20 de octubre, los parlamentarios de Unión por el Perú, motivados por nuevos presuntos casos de corrupción con los que se acusa a Martín Vizcarra, presentaron una nueva moción de vacancia, cosa que apoyada por Frente Amplio, Podemos Perú, dos congresistas de Acción Popular y un independiente se logró su admisión. El 9 de noviembre del 2020, después de escuchar la defensa proferida por el propio Presidente y después de sometida a votación la aprobación de la moción de vacancia, esta fue aprobada por 105 votos de congresistas (4/5 de la representación), por lo cual Martín Vizcarra fue destituido del cargo.  Vizcarra decidió aceptar la decisión del Congreso, no interponer recursos legales contra ella y abandonar el Palacio de Gobierno esa misma noche.

## Presidente de la República

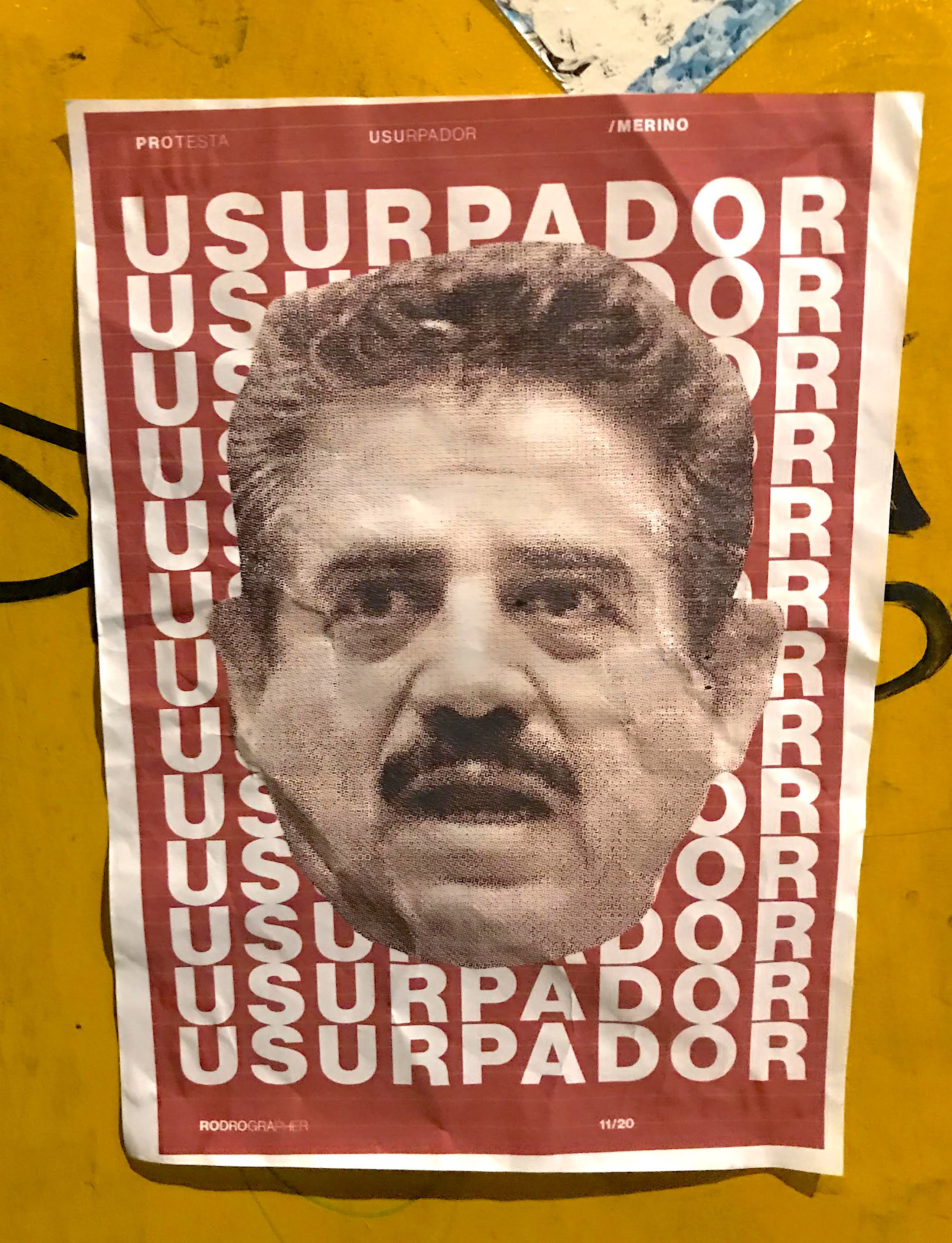
Póster visto en las calles de Trujillo, llamando a Manuel Merino "usurpador" en las protestas contra el gobierno.

El 10 de noviembre del 2020, Merino juró como Presidente Constitucional de la República para completar el periodo presidencial 2016-2021. Merino indicó que «nadie puede cambiar la fecha de las elecciones generales del 2021 previstas para el 11 de abril».
El Secretario General de la Organización de los Estados Americanos, Luis Almagro, mostró su preocupación sobre el tema y «reitera que compete al Tribunal Constitucional del Perú pronunciarse respecto a la legalidad y legitimidad de las decisiones institucionales adoptadas». Por su parte, Chile saludó a Merino como nuevo Presidente del Perú, al igual que Brasil, Paraguay y Uruguay. El Gobierno de Colombia manifestó que «es respetuoso del orden constitucional y de los procesos institucionales vigentes en los países de América Latina y el Caribe en los que impera el orden democrático y el Estado de Derecho». Los gobiernos de Colombia y Ecuador expresaron su preocupación por la crisis, sin saludar al gobierno.
Su asunción a la presidencia, debido a la vacancia contra Martín Vizcarra, fue cuestionada por diversos sectores de la población.  Fue considerada por algunos constitucionalistas y medios de comunicación locales, específicamente, los diarios La República y Perú 21 como un «golpe de estado». Mientras que medios de comunicación internacionales, como CNN y BBC, denominaron a Merino como presidente. Otro sector de constitucionalistas consideró que la vacancia de Martín Vizcarra fue constitucional y se ajustó al procedimiento establecido en el Reglamento del Congreso de la República.
El 11 de noviembre a su juramento en el Palacio Legislativo, nombró a Ántero Flores-Aráoz como Presidente del Consejo de Ministros. Al día siguiente juramentó al resto del gabinete. El 12 de noviembre el nuevo ministro de Salud, Abel Salinas, anunció la compra de pruebas rápidas.
El 13 de noviembre, Merino fue invitado a participar de la reunión anual del Foro de Cooperación Económica Asia-Pacífico. Asimismo llamo a los medios de comunicación a mantener la calma. 
El 14 de noviembre; Manuel Merino en una entrevista con RPP; donde mencionó que estaban trabajando en estrategias para reactivar el país en el marco de la crisis económica y la pandemia de COVID-19 y que se sumaba a "los reclamos que hace la juventud por la falta de trabajo en el país" producto, según Merino, de la gestión anterior desconociendo que las protestas sean en su contra. Y que estaba trabajando ese día en coordinación con el Premier Ántero Flores Araoz y el ministro de Economía José Arista para buscar soluciones a la problemática presente en el Perú.

### Renuncia a la presidencia
El 15 de noviembre al mediodía, Merino se presentó en un mensaje a la nación y dio a conocer su renuncia irrevocable a la presidencia de manera verbal. Horas antes, las ministras de Comercio, Justicia y Cultura habían presentado su renuncia. Dada la lectura en el Congreso de la carta de renuncia del presidente Merino y sometido a votación fue aceptada la renuncia con 120 votos a favor, uno en contra de la misma forma presentaron tres cartas de renuncia la mesa directiva del Congreso.
El Tribunal Constitucional del Perú programó para el miércoles 18 de noviembre la audiencia pública sobre la demanda competencial planteada por el Poder Ejecutivo el 14 de septiembre por el primer proceso de vacancia presidencial, en el cual no se lograron los votos para remover a Martín Vizcarra.
 

El 20 de noviembre del 2020, el Tribunal Constitucional publicó su sentencia en la que declaró improcedente la demanda competencial por considerar que existió una sustracción de la materia por lo que no realizó ningún pronunciamiento sobre el fondo, lo que generó cuestionamientos académicos. Posteriormente, luego que Manuel Merino afirmara en un tuit que esta decisión del Tribunal Constitucional ratificaba la constitucionalidad de su ascenso a la Presidencia, el magistrado del Tribunal Constitucional, Eloy Espinosa-Saldaña, manifestó que ello no es correcto por cuanto el Tribunal Constitucional no tuvo ningún pronunciamiento y eso no puede entenderse como ratificación tal como afirmó Merino. Sin embargo, magistrados como Ernesto Blume, José Luis Sardón y Augusto Ferrero Costa consideraron en diversas entrevistas que la vacancia de Martín Vizcarra se ajustó a la Constitución Política del Perú.

## Postrimerías

### Denuncia constitucional
El 4 de octubre del 2021, la Fiscal de la Nación Zoraida Ávalos presentó ante el Congreso de la República una denuncia constitucional,  por omisión impropia contra Merino y sus ministros Ántero Flores-Aráoz y Gastón Rodríguez Limo, por las muertes de Inti Sotelo y Brian Pintado y las lesiones sufridas por 78 personas durante las movilizaciones ocurridas en noviembre del 2020 que motivaron su renuncia a la Presidencia de la República.

#### Archivo de denuncia constitucional
El 17 de junio de 2022, el Congreso de la República, archivó la denuncia constitucional presentada en contra del expresidente Manuel Merino, el ex premier Ántero Flores-Aráoz y el resto de su gobierno en el marco de las investigaciones por las movilizaciones del 14 y el 15 de noviembre de 2020. El archivo fue aprobado por el encargado de la subcomisión de Acusaciones Constitucionales, el congresista de Avanza País, Alejandro Cavero.

## Historial electoral

### Candidatura congresal
| Proceso electoral                  | Partido / Coalición | Partido / Coalición  | Circunscripción              | Votos preferenciales | Resultado   | Refs.  |
| ---------------------------------- | ------------------- | -------------------- | ---------------------------- | -------------------- | ----------- | ------ |
| Elecciones parlamentarias del 2000 |                     | Somos Perú           | Distrito único               | 9 288                | No electo   | [ 84 ] |
| Elecciones parlamentarias del 2001 |                     | Acción Popular       | Distrito electoral de Tumbes | 9 730                | Congresista | [ 85 ] |
| Elecciones parlamentarias del 2006 |                     | Frente de Centro     | Distrito electoral de Tumbes | 4 533                | No electo   | [ 86 ] |
| Elecciones parlamentarias del 2011 |                     | Alianza Perú Posible | Distrito electoral de Tumbes | 9 474                | Congresista | [ 87 ] |
| Elecciones parlamentarias del 2016 |                     | Acción Popular       | Distrito electoral de Tumbes | 3 800                | No electo   | [ 88 ] |
| Elecciones parlamentarias del 2020 |                     | Acción Popular       | Distrito electoral de Tumbes | 5 271                | Congesista  |        |

### Candidatura a la presidencia regional de Tumbes
|  | 5.012 % |

|  | 5.982 % |

## Publicaciones
- El verdadero golpe (2021)